# In die Asche werfen
In die Asche werfen bezeichnet eine Hinrichtungsmethode im Perserreich. 
Dabei wurde der Verurteilte in einen am Boden mit Asche gefüllten Raum gesperrt. Sobald er nicht mehr aufrecht stehen konnte und zu Boden sank, verstopfte die Asche die Bronchien, worauf der Delinquent qualvoll erstickte.